# Hemerobius coccophagus
Hemerobius coccophagus is een insect uit de familie van de bruine gaasvliegen (Hemerobiidae), die tot de orde netvleugeligen (Neuroptera) behoort. 
Hemerobius coccophagus is voor het eerst wetenschappelijk beschreven door Göszy in 1852.